# Spurius
Spurius là một chi bọ cánh cứng trong họ Passalidae được tìm thấy ở Mesoamerica.